# Лейла Фрейвальдс
Лейла Лігіта Фрейвальдс (швед. Laila Freivalds; нар. 22 жовтня 1942, Рига, Латвійська РСР, СРСР) — шведська дипломатка, політична діячка, членкиня Соціал-демократичної партії (1988—1991, 1994—2000);— міністерка юстиції (2003—2006);— міністерка закордонних справ, кілька місяців 2004 року — заступниця прем'єр-міністра Швеції.

## Життєпис
Народилася в Ризі, Райхскомісаріат Остланд. Під час Другої світової війни разом із сім'єю втекла до Швеції. Закінчила університет Уппсали 1970 року як кандидатка юридичних наук (juris kandidat), після чого перебувала на службі у шведській судовій системі до 1976 року. З 1976 року Фрейвальдс займала керівні посади у Шведському агентстві споживачів, що підзвітне Міністерству аграрної культури.
В 1988 році була призначена на посаду Міністерки юстиції. Після невеликої перерви, коли її партія була в опозиції (1991 по 1994 рік), Лейла Фрейвальдс продовжила займати посаду міністерки юстиції, поки в 2000 році не пішла у відставку в зв'язку з суперечкою. Її звинувачували у тому, що, начебто, вона намагалась перетворити оренду свого майна в спільне володіння (кондомінімум), обходячи спірний закон про володіння житлом, який вона повинна була ввести і захищати на своїй публічній посаді. Після цього скандалу мала напружені відносини з пресою.
Після вбивства Анни Лінд, в 2003 році посіла місце міністерки закордонних справ Швеції.
Лейлу Фрейвальдс дуже сильно критикувала преса за дії її уряду після цунамі 2004 року в Азії, наголошуючи, що уряд мав активніше відреагувати на події в Азії замість того, щоб чекати на отримання об'ємнішої інформації. Також її критикували за похід у театр у той день (26 грудня 2004 р.), коли цунамі завдало масових руйнувань і забрало багато життів, на що Фрейвальдс відповідала, що вона не слухає і не дивиться ніяких теленовин, коли працює.
21 березня 2006 року Лейла Фрейвальдс пішла з посади міністерки закордонних справ, після того, як було підтверджено, що вона неправдиво свідчила про свою причетність до закриття вебсайту, що належав шведським демократам, в результаті скандалу про карикатури на пророка Мухаммеда в газеті Jyllands-Posten. Під час цього скандалу шведські демократи опублікували карикатури на своїх вебсторінках тільки для того, щоб їх закрив інтернет-провайдер. Врешті було встановлено, що уряд контактував з провайдером і саме він запропонував закриття сайту, але для ЗМІ Фрейвальдс стверджує, що підлеглий зробив це без її відома.
Offentlighetsprincipen (Принципи публічного доступу) — положення про свободу надання інформації, закріплене в Конституції Швеції, зробило можливим довести, що слова Фрейвальдс — неправда. Оскільки у Швеції діє принцип публічного доступу до документів, було знайдено внутрішні документи у 4-х місцях, які допомогли чітко встановити факт того, що Фрейвальдс було відомо про ситуацію з блокуванням сайтів демократів. Пізніше ця інформація була опублікована в урядовій газеті «Riksad & Departament». Потенційна причетність до закриття сайту розглядалася більшістю як порушення частини Конституції Швеції, де йдеться про свободу преси.